# Neel Rønholt
Neel Rønholt (* 17. September 1984 in Kopenhagen) ist eine dänische Schauspielerin.

## Leben
Neel Rønholt, die väterlicherseits norwegische Vorfahren hat, wuchs gemeinsam mit ihrer Zwillingsschwester Iben im Kopenhagener Vorort Gentofte auf. Nach dem Abitur am Ordrup-Gymnasium studierte Rønholt ab 2003 zunächst Pädagogik. Sie entschied sich dann aber für eine Schauspielausbildung, die sie bis 2011 an der Staatlichen Theaterschule in Kopenhagen absolvierte. Sie ist seither auch vereinzelt am Theater tätig.
Bereits seit 2001 steht Rønholt als Schauspielerin vor der Kamera. Sie wirkte bislang in mehr als 40 Film-und-Fernsehproduktionen mit. Anfangs war sie nur in Nebenrollen besetzt. Internationale Bekanntheit erlangte sie vor allem durch ihre Rolle als junge, krebskranke Patientin in dem preisgekrönten Kurzfilm Om natten. Zudem spielte sie eine der Hauptrollen in der Serie Dicte. Im Jahr 2017 bekam sie in dem Film Thorn die Hauptrolle. Im selben Jahr spielte sie in der Serie Tinkas Weihnachtsabenteuer mit. Ihre nächste Hauptrolle bekam sie in der Serie Mercur.
Neel Rønholt heiratete nach langjähriger Partnerschaft am 24. Juni 2023 den Schauspieler Jens Sætter-Lassen. Beide haben zwei gemeinsame Töchter (* 2014 und * 2018).

## Filmografie (Auswahl)

### Filme
- 2006: Nach der Hochzeit (Efter brylluppet)
- 2007: Om natten
- 2008: A Viking Saga
- 2017: Thorn
- 2020: Eine total normale Familie (En helt almindelig familie)

### Serien
- 2010: Borgen – Gefährliche Seilschaften (Borgen)
- 2012: Kommissarin Lund – Das Verbrechen (Forbrydelsen)
- 2017: Tinkas Weihnachtsabenteuer (Tinkas juleeventyr)
- 2017: Mercur
- 2017: Nipskanalen
- 2019–2022: Die Schwesternschule (Sygeplejeskolen)